# Romuald
Romuald, även benämnd Romuald av Ravenna, född cirka 951 i Ravenna, död 19 juni 1027 i Val di Castro, var en italiensk abbot som grundade Kamaldulensorden. Han vördas som helgon inom Romersk-katolska kyrkan, med festdag den 19 juni. Enligt tridentinsk kalender den 7 februari.

## Biografi
Romuald blev munk i Sant'Apollinare in Classe vid cirka 20 års ålder; där blev han senare abbot. Han kom senare att bli eremit. Romuald grundade ett flertal kloster, bland annat i Val di Castro i närheten av Fabriano, där han avled år 1027.

## Bilder
| - Helige Romualds reliker i basilikan Santi Biagio e Romualdo i Fabriano. - Den helige Romuald. Målning av Guercino. |

### Webbkällor
- ”St. Romuald”. Catholic Encyclopedia. New Advent. http://www.newadvent.org/cathen/13179b.htm. Läst 19 juni 2017.
- ”San Romualdo Abate”. Santi e Beati. http://www.santiebeati.it/dettaglio/27750. Läst 19 juni 2017.